# Stoddard, Wisconsin
Stoddard är en ort (village) i Vernon County, Wisconsin, USA med en folkmängd på 774 invånare (2010).